# مادیارلوکافا
مادیارلوکافا (به مجاری:  Magyarlukafa) یک شهرداری در مجارستان است که در ناحیه سیگت‌وار واقع شده‌است. مادیارلوکافا ۱۲٫۹۷ کیلومتر مربع مساحت و ۸۷ نفر جمعیت دارد.